# Oharyzm
Oharyzm – termin nawiązujący do nazwiska amerykańskiego poety Franka O’Hary, użyty po raz pierwszy przez Krzysztofa Koehlera w artykule o tym samym tytule, drukowanym w piśmie brulion (14/15-1990). 
Koehler użył określenia oharyzm  w odniesieniu do znanego wiersza Marcina Świetlickiego Dla Jana Polkowskiego, jednak później termin ten był często stosowany do określania nurtu w poezji tzw. pokolenia brulionu, reprezentowanego m.in. przez Marcina Świetlickiego, Jacka Podsiadłę, Miłosza Biedrzyckiego, Marcina Sendeckiego, Krzysztofa Jaworskiego i Grzegorza Wróblewskiego. 
Według używających terminu oharyzm krytyków literackich poezja tego nurtu  traktuje potoczność i codzienność doświadczenia ludzkiego jako punkt wyjścia literatury, jest silnie inspirowana twórczością poetów szkoły nowojorskiej, używa bezpośrednich i obcesowych środków wyrazu, skupiona jest na obserwacji rzeczywistości i neguje społeczną rolę poezji. Poetów zaliczanych do oharyzmu nazywano także barbarzyńcami (w opozycji do klasycystów, silnie osadzonych w polskiej i europejskiej tradycji literacko-kulturowej).